# Дюма, Жан-Батист
Жан-Бати́ст Андре́ Дюма́ (фр. Jean-Baptiste Andre Dumas; 14 июля 1800, Алес — 11 апреля 1884, Канны) — французский химик-органик и государственный деятель.

## Биография
Жан-Батист Дюма в юности обучался аптекарскому делу; в 1816 году он отправился в Женеву, где работал помощником фармацевта. Дюма учился в Женевском университете. Его дипломная работа, посвященная физиологии нервной системы, привлекла к себе внимание. По окончании университета в 1823 году он перебрался в Париж, стал ассистентом Жака Луи Тенара и до 1840 года работал в Политехнической школе.
Будучи зятем минералога Александра Броньяра, он работал вместе с его сыном, Адольфом Теодором Броньяром, над трудом «Хроникой естественных наук» (Annales des Sciences naturelles), выпущенным ими в 1823 году. В 1822—1831 годах Дюма написал множество статей для «Классического словаря естествознания» (Dictionnaire classique d'Histoire naturelle) Бори де Сен-Венсана (1778—1846).
Дюма также читал курсы химии в Атенее, на конференции по науке и технике, которая являлась местом сбора либеральной государственной оппозиции (руководителей предприятий, ученых). Там находились многие читатели Le Globe, оппозиционной газеты интеллигенции, в том числе акционер Альфонс Лавалле, которому Дюма помог в 1829 году основать свой проект: Центральную школу искусств и ремесел (l'École centrale des arts et manufactures), целью которой было обучение гражданских инженеров, «врачей заводов и фабрик».
По требованию Наполеона III в конце октября 1853 года Дюма, совместно с Фредериком Кульманом, занялся основанием Школы промышленных искусств и шахт (Центральная школа Лилля).
В 1832 году Дюма был избран в секцию химии Академии наук. Затем он сменил Луи Жака Тенара на кафедре Политехнической школы и стал профессором в 1835 году. Он работал там до 1840 года, когда его сменил Теофиль-Жюль Пелуз. В 1838 году Дюма стал заведующим кафедры органической химии на Медицинском факультете. Одним из его учеников здесь был Луи Пастер, на которого Дюма оказал большое влияние. Одновременно Дюма стал заместителем Тенара на факультете естественных наук, читая курсы 2-го семестра с 1832 до 1836 года, а затем все курсы — с 1836 по 1841 год. В 1840 он получил звание иностранного члена Лондонского королевского общества. С уходом Тенара Дюма стал заведующим кафедры химии и в 1841 году — деканом факультета, сменив Жан-Батиста Био. В это время у него обучался Игнацы Домейко (1802—1889).
Помимо химии, Дюма занимался также государственной деятельностью. В 1850—1851 годах он был министром сельского хозяйства и торговли в правительстве Луи-Наполеона Бонапарта. При коронации императора стал сенатором. 9 марта 1853 года Дюма был назначен генерал-инспектором высшего образования и науки и занимался этим вплоть до 1868 года, когда его сменил Балар. Находясь на этой должности, Дюма был членом императорского совета по народному просвещению, в котором он был вице-президентом до 1864 года. Затем его сменил Эрнест де Руайе. После этого Дюма стал вице-президентом Высшего совета по повышению квалификации в области высшего специального образования.
Жан-Батист Дюма — отец государственного деятеля Эрнеста Шарля Жан-Батиста Дюма и дед французского генерал-майора Ноэля Жан-Батиста Анри Альфонса Дюма.
Дюма был католиком, который защищал христианские взгляды от нападок критиков.

## Должности, награды, звания
Академии и научные общества
- Член Французской академии наук (1832) в которой он был постоянным секретарем в области физически наук с 1868 года до самой смерти в 1884.
- Член Парижской академии медицины (1843)
- Президент Академии наук (1843)
- Член Международного общества изучения национальной промышленности (Société internationale des études pratiques d'économie sociale) с 1845 до 1864 года
- Член Французской академии (1875).

Должности в министерствах
- Депутат Национального собрания от департамента Нор
- Сенатор
- Министр сельского хозяйства и торговли (1850-1851)

Другие должности
- Член муниципального совета Парижа
- Вице-президент муниципального совета Парижа
- Вице-президент Высшего совета народного образования (1861-1863)
- Председатель Высшей комиссии по Филлоксере (1871-1885)

Награды
- Большой крест Ордена Почетного Легиона (1863)
- Медаль Копли (1844)
- Фарадеевская лекция (1869)
- Медаль Альберта (Королевское общество искусств) (1877)

## Научная работа
Научные работы Дюма относятся в основном к области органической химии. В 1826 году он предложил способ определения плотности паров, с помощью которого определил атомную массу нескольких элементов; однако Дюма не делал чёткого различия между атомом и молекулой, что привело его к ошибочным выводам. В 1830 году предложил объёмный способ количественного определения азота в органических соединениях (метод Дюма).
В 1827 году Дюма установил состав ацетона и сложных эфиров; совместно с французским химиком П. Булле пришёл к выводу, что этилен, этиловый спирт и его простые и сложные эфиры являются производными одного и того же радикала, который Й. Я. Берцелиус назвал этерином. Дюма считал этерин основанием, подобным аммиаку. Эти представления были развиты в этеринную теорию — одну из теорий сложных радикалов.
В 1833—1834 годах он изучал действие хлора на органические соединения и сформулировал эмпирические правила замещения водорода хлором (реакция металепсии). В 1835 году совместно с французским химиком Э. М. Пелиго провёл исследования древесного спирта, и, сопоставив его состав и свойства с составом и свойствами винного спирта, заложил представления о классе спиртов.
В 1839 году совместно с Пелиго установил, что жиры являются сложными эфирами. Получив в том же году трихлоруксусную кислоту, высказал предположение, что любые элементы в химических соединениях могут быть замещены другими. Основываясь на результатах своих исследований по металептическому замещению водорода хлором, предложил отказаться от электрохимического дуализма Берцелиуса и выдвинул первую теорию типов.
Дюма также определил эмпирическую формулу индиго (1841), установил существование первого гомологического ряда в органической химии — ряда муравьиной кислоты (1843). В 1847 году впервые получил нитрилы и разработал общий метод их синтеза. Помимо органической химии, он изучал влияние пищи на химический состав молока различных животных и химический состав крови, занимался также вопросами шелководства, участвовал в мероприятиях по борьбе с филлоксерой.
В 1840-х годах в соавторстве с Буссенго написал двухтомный труд «Essai de statique chimique des êtres organisés» (выходивший в русском переводе «Избранные произведения по физиологии растений и агрохимии»).
В 1851—1859 годах Дюма, как и несколько ранее немецкий врач Макс фон Петтенкофер, попытался найти у химических элементов соотношения, подобные тем, что обнаруживаются в гомологических рядах органических соединений. Он показал, что атомные веса химически сходных элементов обычно отличаются друг от друга на величину, кратную восьми.

## Основные публикации
- Traité de chimie appliquée aux arts, Béchet jeune (Paris), 1828-1846, (трактат о прикладной химии в искусстве) в 8 томах:

1. Tome 1, Труды этого автора можно найти в интернет-библиотеке Gallica. Следует произвести поиск (фр. Recherche) по фамилии.
2. Tome 2, Труды этого автора можно найти в интернет-библиотеке Gallica. Следует произвести поиск (фр. Recherche) по фамилии.
3. Tome 3, Труды этого автора можно найти в интернет-библиотеке Gallica. Следует произвести поиск (фр. Recherche) по фамилии.
4. Tome 4, Труды этого автора можно найти в интернет-библиотеке Gallica. Следует произвести поиск (фр. Recherche) по фамилии.
5. Tome 5, Труды этого автора можно найти в интернет-библиотеке Gallica. Следует произвести поиск (фр. Recherche) по фамилии.
6. Tome 6, Труды этого автора можно найти в интернет-библиотеке Gallica. Следует произвести поиск (фр. Recherche) по фамилии.

- Dissertation sur la densité de la vapeur de quelques corps simples. — Paris : Thuau, 1832. (Диссертация о плотности паров некоторых простых веществ).

- Mémoire sur les substances végétales qui se rapprochent du camphre et sur quelques huiles essentielles. — Paris : Thuau, 1832. (Отчет о веществах растительного происхождения, близких к камфоре и о некоторых эфирных маслах).

- Précis de l'art de la teinture, Béchet jeune (Paris), 1846, Труды этого автора можно найти в интернет-библиотеке Gallica. Следует произвести поиск (фр. Recherche) по фамилии.

 (Очерк об искусстве окрашивания).
- Traité de chimie appliquée aux arts. Partie organique., Félix Oudart (Liège), 1847. Textes en ligne disponibles sur IRIS : Atlas, tome 1, tome 2, tome 3, tome 4 (Трактат о прикладной химии в искусстве. Органика).
- Traité de chimie appliquée aux arts. Partie inorganique., Félix Oudart (Liège), 1848. Textes en ligne disponibles sur IRIS : Atlas, tome 2, tome 3, tome 4 (Трактат о прикладной химии в искусстве. Неорганика).

- Éloge de M. M. Alexandre Brongniart et Adolphe Brongniart... : lu dans la séance publique annuelle de l'Académie des Sciences du 23 avril 1877. — 1877..

- Leçons sur la philosophie chimique [professées au Collège de France, recueillies par M. Bineau], Gauthier-Villars (Paris), 1878, Труды этого автора можно найти в интернет-библиотеке Gallica. Следует произвести поиск (фр. Recherche) по фамилии.

 (Уроки химической философии).

## Память
- В честь Дюма названа улица в Париже
- Имя Дюма входит в список из 72 имён наиболее выдающихся французских учёных и инженеров, помещённый на первом этаже Эйфелевой башни.
- Лицей в Алесе, родном городе Дюма, носит его имя.
- Коллеж в Салендре также носит имя Дюма.